# Vitale Bramani
Vitale Bramani, né le 3 mai 1900 à Milan et mort le 7 juillet 1970 dans cette même ville, est un alpiniste et inventeur italien. 

## Biographie
Vitale Bramani est surtout connu pour être l'inventeur de la semelle Vibram, d'après les premières syllabes de ses prénom et nom. Avant cette invention, les grimpeurs utilisaient soit des semelles de cuir cloutées, qui avaient une tenue suffisante sur la neige, la glace et le rocher verglacé, soit des chaussons d'escalade à semelle de feutre, de corde ou de crêpe mais qui n'étaient d'aucune efficacité contre les intempéries.

## Ascensions
- 1931 - Face nord-ouest directe du mont Viso avec L. Binaghi et Aldo Bonacossa
- 1937 - Première ascension de la face nord-ouest du Piz Badile avec Ettore Castiglioni